# Bruno Benvenuto
Bruno Ramiro Benvenuto (9 de abril de 1987, Morón) es un futbolista argentino. Juega de delantero. Su actual club es Deportivo Morón.
Es un zurdo y potente delantero, surgido de las divisiones inferiores del Deportivo Morón.   Su posición habitual es la de delantero centro y cuenta con un gran poderío de gol.
Su debut en el equipo fue el 26 de noviembre de 2007, en el encuentro en que el Gallo derrotó 2-0 a Estudiantes BA por la 18º del torneo de la Primera B Metropolitana 2007/08.
Luego jugó en Villa Dalmine, 1 año. 

## Clubes
| Club                 | País      | Año          |
| -------------------- | --------- | ------------ |
| Club Deportivo Morón | Argentina | 2007- Actual |

- Datos: Q5734489